# Jacques d'Adelswärd-Fersen
Pour les articles homonymes, voir Fersen.
 (novembre 2021).
Œuvres principales
- Messes noires. Lord Lyllian (1905)
- Akademos (1909)

Jacques d'Adelswärd-Fersen (Jacques d'Adelswärd dit), né le 20 février 1880 dans le 8e arrondissement de Paris et mort le 7 novembre 1923 à Capri, est un poète et romancier français. Aristocrate et dandy, il est connu du grand public pour avoir fait l'objet en 1903 d'un procès dans une affaire de moeurs pour laquelle il est condamné, et pour avoir créé  en 1909 Akademos, la première revue homosexuelle française.
Exilé à Capri, il y fera construire en 1905 la villa Lysis où il se suicide en 1923 à quarante-trois ans.
L'écrivain Roger Peyrefitte lui a consacré en 1959 un roman, L'Exilé de Capri, en partie inspiré de sa vie.

## Biographie

### Famille

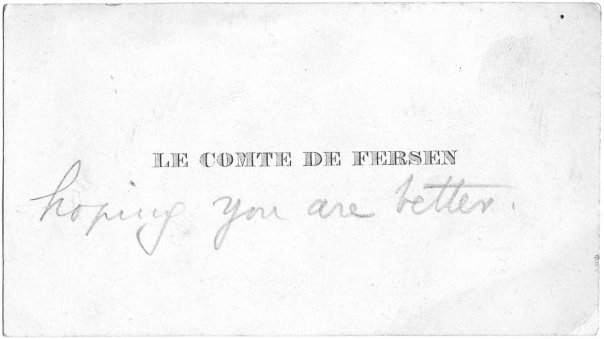
Sa carte de visite vers 1900.

Jacques d'Adelswärd-Fersen, né sous le nom de Jacques d'Adelswärd le 20 février 1880 dans le 8e arrondissement de Paris, appartient à une riche famille de la grande bourgeoisie industrielle.
Son père, Axel d'Adelswärd (1847-1887), rentier, meurt de fiévre jaune en mer lors du retour d'un voyage à Panama alors que son fils n'a que 7 ans. Son grand-père Oscar d'Adelsward (1811-1898), de confession protestante, député à l'Assemblée constituante de 1848, est cofondateur de la Société des aciéries de Longwy.
Sa mère, Louise Émilie Alexandrine Vührer (1855-1921), issue d'une famille d'origine alsacienne et catholique, est la fille et l'unique héritière d'Alexandre Vührer (1817-1886), ancien administrateur de journaux. Proche de son fils, elle le soutiendra durant son procès en 1903.
Ayant perdu très tôt son jeune frère Renold, il a deux sœurs : Solange (1886-1942), religieuse, et Germaine (1884-1973), mariée au marquis Capece Minutolo Di Bugnano.
Par une trisaïeule du côté paternel, Eva Helena von Fersen, baronne Adelswärd (1759-1807), il a pour lointain parent le comte suédois Axel de Fersen, favori de Marie-Antoinette. Il se présentait sous le nom d'Adelswärd-Fersen et se fit appeler « comte de Fersen ».

### Premières années
Jacques d'Adelswärd est scolarisé entre autres au lycée Janson-de-Sailly, où il obtient son baccalauréat. Il effectue ensuite son service militaire de dix mois entre Charleville et Sedan, où il a pour camarade de chambrée l'artiste Édouard Chimot, puis suit, sans les achever, des études à  École libre des sciences politiques de Paris et à l'université de Genève. Il rejoint le parti royaliste.
Le jeune homme hésite alors entre diverses carrières, la diplomatie ou la politique avant de choisir l'écriture et publier à dix-huit ans son premier recueil de poésie, Contes d'amour (1898).
À sa majorité, Jacques d'Adelswärd, qui a hérité de la fortune familiale, est extrêmement riche et est un « parti très recherché » invité dans tous les salons par les familles de la haute bourgeoisie et de l'aristocratie ayant une fille à marier. Vers la fin de 1902, il se fiance à Blanche de Maupeou (1884-1951).
Ayant pris conscience de son attirance pour les garçons avant son adolescence, il s'en ouvre très tôt dans sa poésie, souvent de façon assez explicite et dans sa correspondance, entretenant des liens étroits avec l'écrivain belge Georges Eekhoud.
Il publie plusieurs recueils de poèmes, dont Ébauches et Débauches, préfacé par Edmond Rostand et L'Hymnaire d'Adonis. En tant que poète, Jacques n'est connu que d'un cercle restreint, et cherche la reconnaissance, correspondant avec Jean Lorrain ou Robert de Montesquiou, lesquels ne le prennent pas au sérieux.
Durant l'été 1903, sa pédérastie est révélée au grand public à la suite d'un scandale : l'affaire brise son projet de mariage et l'éloigne de la haute société française.

### Affaire de corruption de mineurs

#### Scandale
Le 9 juillet 1903, Jacques d'Adelswärd est arrêté et conduit à la prison de la Santé pour y être questionné. La plupart des journaux s'emparent de cette affaire, et au départ, le nom d'Adelswärd n'est pas mentionné, ni celui de son complice, lequel est en fuite. La presse déforme à loisir les faits, cependant bien réels, les qualifiant de « messes noires », grossissant les traits, empruntant des métaphores au roman Là-bas de Joris-Karl Huysmans, ajoutant des détails qualifiés de « pornographiques », etc. Le 11 juillet, le journaliste Fernand Hauser du quotidien La Presse s'entretient avec le juge d'instruction Charles de Valles, lequel clarifie les choses : « Cette affaire n'est pas aussi compliquée que vous pouvez le croire ; il s'agit, simplement, pour nous, de protéger l'enfance… Voilà le fait, très simple et très net : des enfants ont été emmenés dans la maison de l'avenue de Friedland ; c'est là un crime prévu et puni par la loi ; M. d'A… est arrêté ; MM. de W… seront, je l'espère, bientôt entre nos mains ; quant à des complices, s'il y en a, ils n'appartiennent ni au clergé, ni au monde politique. ».
Ce crime n'a toujours pas de nom mais Jacques d'Adelswärd est placé en garde à vue sous l'inculpation d'attentat à la pudeur et d'incitation de mineurs à la débauche.
Ces « MM. de W… » sont Albert Hamelin de Warren, 22 ans, et son jeune frère (qui ne sera pas inquiété), membre d'une famille noble ruinée de Lorraine.
Les noms des principaux protagonistes sont révélés le 12 juillet, tandis que certains journaux dont Le Petit Parisien choisissent de « jeter un voile pudique » sur le déroulement de l'instruction par « égard à nos lecteurs ». Cette affaire en rappelle d'autres : ainsi, Le Matin rapporte les faits qui s'étaient déroulés fin 1889 à Londres dans « la fameuse maison de Cleveland Street » et où furent compromis « nombre de personnalités de l'aristocratie anglaise, lord Somerset en tête ». Le même jour, l'affaire est rebaptisée « Un nouvel Oscar Wilde » et Huysmans, sollicité, conclut : « Croyez-vous, qu'il y avait une femme pour se prêter à cette cérémonie chez ces messieurs ? Non n'est-ce pas ? Donc pas de messe noire, pas de cérémonies démoniaques, mais simplement des individus de mœurs bien tristes ». Le 14 juillet, c'est une noblesse jugée décadente qui se retrouve attaquée via L'Aurore : l'affaire devient politique. Le 17 juillet, c'est le futur romancier Gaston Leroux, chroniqueur judiciaire au Matin, qui met en lumière l'inadéquation du droit pénal quant aux questions de mœurs :

« Ainsi, où commence l'outrage à la pudeur ? Où finit-il ? Qui le dira jamais ? La Cour de cassation ? Mais la Cour de cassation elle-même avoue son impuissance en variant sa jurisprudence, de telle sorte qu'il est des circonstances dans la vie où l'on ne sait pas si l'on accomplit honnêtement son devoir ou si l'on commet le plus compromettant des crimes. Il y a le cas, par exemple, des voyages de noce. Je prends le cas conjugal parce qu'il est plus moral et que je veux ignorer l'autre. On est deux qui s'aiment bien, tout seuls dans un compartiment. Tout seuls ! La Cour de cassation avait décidé jusqu'alors qu'il ne fallait pas dépasser certaines limites, à cause du contrôleur qui pouvait survenir, et que le contrôleur a droit à ce qu'on respecte sa vertu. Eh bien ! Maintenant, c'est le contrôleur qui a tort ! Le contrôleur ne doit pas survenir quand le train est en marche. Le contrôleur doit laisser les gens tranquilles. Ainsi vient de le décider dernièrement la Cour de cassation. Tant pis pour le contrôleur ! »

D'autres témoignages surgissent, prenant cette fois la défense de Jacques d'Adelswärd, comme ceux de Charles-Louis Philippe et d'Alfred Jarry publiés dans Le Canard sauvage.
La polémique retombe durant trois mois, période au cours de laquelle Adelswärd reste en prison ;  Warren, revenu des États-Unis, s'est entre-temps rendu aux autorités.

#### Les faits
Certains détails de cette affaire n'ont été rendus publics qu'en 2003, après le décès de tous les protagonistes et conformément à l’article 22 de la loi du 17 juillet 1970 « tendant à renforcer la garantie des droits individuels des citoyens ».
Dans une garçonnière située 18 avenue de Friedland et qu'il louait à deux pas de l'appartement familial où il vivait avec sa mère, Jacques d'Adelswärd organisait les jeudis et dimanches des après-midis au cours desquels lui et quelques amis arrangeaient des « tableaux vivants » ou « poses plastiques » qui mettaient en scène, entre autres, des élèves plus ou moins dénudés du lycée Carnot. La plupart de ces garçons avaient moins de 21 ans et pour certains étaient issus de la bonne société parisienne.
Dès le départ, des contradictions apparaissent entre les témoignages des lycéens, au nombre de 14, et ceux des garçons appelés « professionnels », au nombre de 6, qui se font payer et dont l'activité relève de la prostitution ; certains auraient fait chanter les deux hommes. La police aurait été mise au courant dès avril 1903.
Il apparaît aussi que Warren disposait de sa propre garçonnière, avenue Mac-Mahon, où avaient également lieu des « séances ». Que les deux hommes allaient ensemble racoler des lycéens à la sortie de l'école ou dans le parc Monceau voisin. Et que si Adelswärd avait de l'argent, Warren, moins fortuné, ne lui en demandait pas. Aucun de ces faits ne sera nié par Jacques d'Adelswärd.
Le docteur Socquet, médecin légiste chargé d'examiner les enfants, « n'a constaté sur aucun d'eux de traces de souillure ».

#### Le procès
L'audience, ouverte le 28 novembre à la 9e chambre du Tribunal de la Seine, se termine le 3 décembre 1903 et se tint à huis clos, présidée par le juge Bondoux, le ministère public étant représenté par le substitut Théodore Lescouvé. Là encore, la presse va jouer un rôle fondamental en minorant les faits, car au même moment reprend l'affaire Dreyfus, avec la réouverture du procès.
Les limites du droit français sont posées à cette époque en ces termes : selon le code pénal, il s'agit tout d'abord de savoir si les victimes avaient plus ou moins de treize ans, si les enfants avaient passé l'âge de treize ans, Jacques d'Alderswald ne passerait pas en cour d'assises. Toutefois suivant l'article 334 du code, il reste passible de six mois à deux ans de prison et de cinquante à cinq cents francs d'amende si les victimes n'avaient pas atteint vingt et un ans, la jurisprudence veut que cet article ne soit applicable « qu'à ceux qui excitaient habituellement à la débauche pour le plaisir des autres ». S'il est prouvé que le baron n'était le pourvoyeur de personne, alors il ne resterait que l'outrage public à la pudeur, qui « ne peut, en principe, être commis que dans un lieu public ou accessible aux regards » et est alors passible de correctionnelle.
Jacques d'Adelswärd est défendu par Edgar Demange, avocat du capitaine Dreyfus, Albert Hamelin de Warren par Henri-Robert, surnommé le « maître des maîtres de tous les barreaux ». Durant les différentes auditions de témoins, il apparaît qu'Adelswärd a été dénoncé par l'un des lycéens, qui, pressé par son père d'expliquer ses nombreuses absences en soirée, aurait lâché le nom de Jacques d'Adelswärd et son adresse. Aux accusations, Adelswärd rétorque : « Je reconnais m'être livré à des actes de débauche [c'est-à-dire : masturbation mutuelle, fellation, exhibitionnisme], mais ils se passaient chez moi, avec des personnes qui y étaient venues volontairement », quant à l'incitation de mineur à la débauche, il reporte sur son ami Albert Hamelin de Warren, toutes les fautes [i.e. : le recours à la prostitution]. Le magistrat opère alors à l'ouverture des scellés : « M. Jacques d'Adelsward a pu revoir ainsi les objets bizarres saisis avant-hier chez lui : têtes de mort, cierges, étoles, peignoirs sombres, tuniques, corsets, photographies sadiques et aussi lettres édifiantes échangées entre lui et son complice, le marquis de Warren ». En fait de « photographies sadiques », il s'agit tout simplement de photos de nus à la manière antique.
Seule l'accusation d'excitation de mineurs à la débauche fut retenue : Adelswärd et Warren furent condamnés le 3 décembre 1903 à une peine de six mois de prison, à cinquante francs d'amende et à la suspension de leurs droits civiques, civils et de famille pour une durée de cinq ans. Jacques d'Adelswärd, qui avait fait son temps en préventive, fut relâché le soir même. Albert Hamelin de Warren reste lui un temps en prison et, contrairement à son ami, clame son innocence, allant en appel, puis en cassation, et demandant même la révision de son procès, en vain.

### Entre Capri, l’Extrême-Orient et Paris

#### La villa Lysis

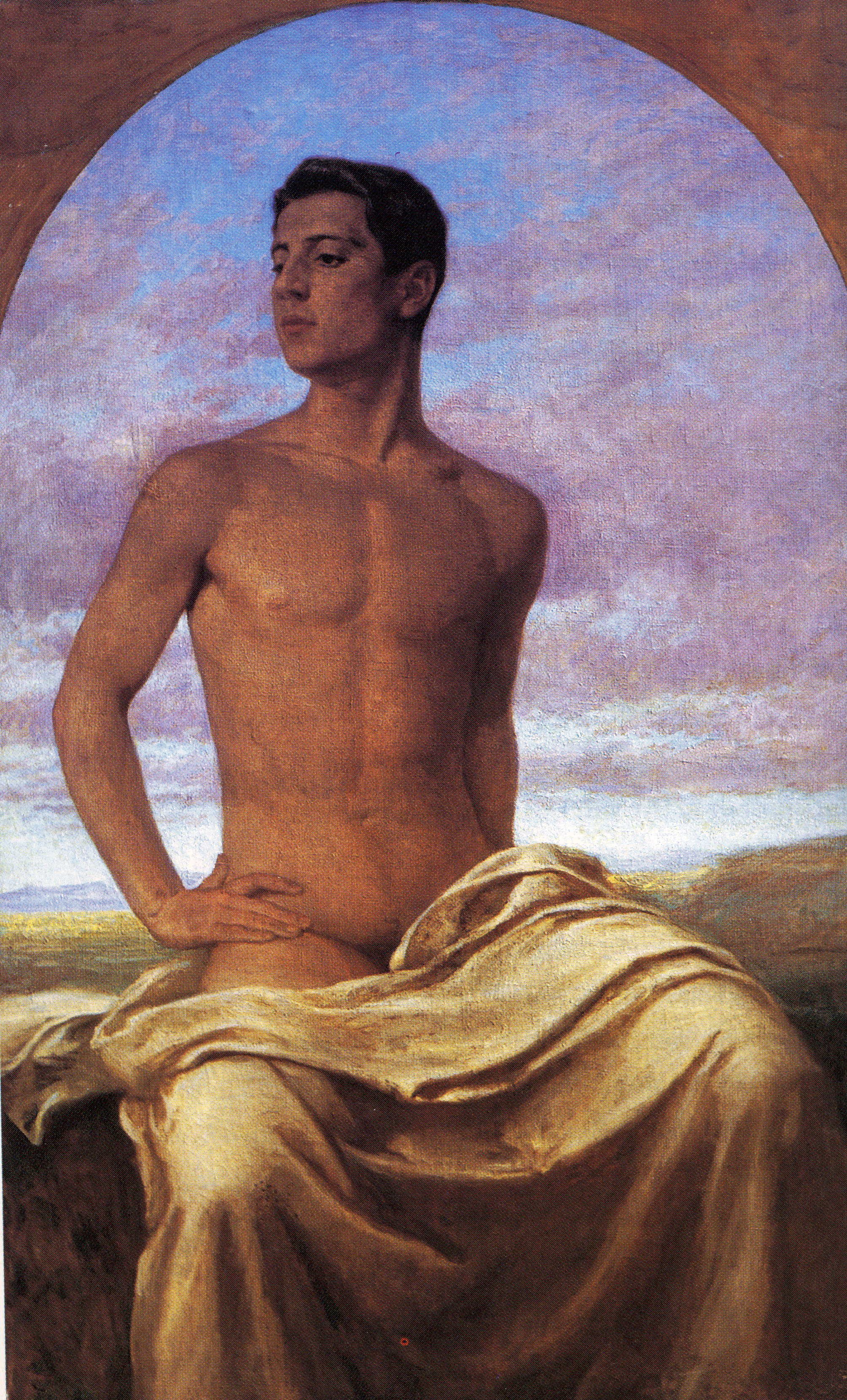
Nino Cesarini, amant d'Adelswärd-Fersen, peint par Paul Hoecker (1904).

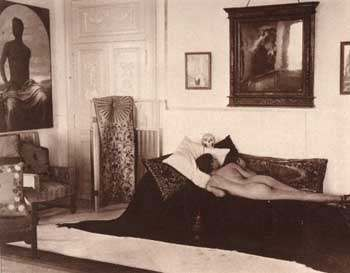
Un modèle allongé nu dans un salon de la villa Lysis. Le portrait de Nino Cesarini peint par Hoecker est au mur, à gauche (Photo de Guglielmo Plüschow).

Le procès anéantit les projets de mariage du jeune homme : Blanche de Maupeou refusa de le recevoir et d'entendre ses excuses. Jacques d'Adelswärd pensa au suicide mais y renonça. Il décida de s'enrôler dans la Légion étrangère (qui acceptait les dégradés civils), mais de constitution peu robuste, il échoua à l'examen d’admission.
Les raisons pour lesquelles Jacques d'Adelswärd choisit ensuite d'aller vivre à Capri restent mystérieuses : outre qu'il était venu là enfant, la plupart de ses biographes estiment que c'est à cause de la présence active d'une communauté d'artistes cosmopolites. Il commence par descendre à l'hôtel Quisisana et de là, achète un terrain et commande la construction d'une maison, et, en attendant, entreprend un long voyage vers Ceylan avec quelques amis. Durant le voyage en bateau, il rédige en partie son roman Lord Lyllian. Arrivé sur place, il découvre l'opium et l'hindouisme. Il revient au début de l'été 1904 et loge à la villa Certosella, entourée d'un petite colonie d'excentriques américains et d'artistes italiens.
À Capri, la propriété de Jacques d'Adelswärd s'élève au sommet d'une colline à l'extrême nord-est de l'île, près de l'endroit où l'empereur romain Tibère avait fait construire la villa Jovis deux mille ans plus tôt. Sa maison, d'abord appelée « Gloriette », fut finalement baptisée « villa Lysis » (appelée ensuite « villa Fersen ») en référence au dialogue socratique Lysis qui aborde l'amitié (dont la philia). En juillet, un accident sur le chantier entraîne la mort d'un ouvrier ; une enquête est diligentée et le jeune baron choisit de s'éloigner afin de se protéger de la colère des habitants. Il rejoint Rome où il rencontre Nino Cesarini, jeune vendeur de journaux âgé de 15 ans, dont il tombe amoureux. En accord avec la famille de l'adolescent, il décide d'emmener Nino pour un long voyage en Sicile. Il y croise le photographe Wilhelm von Gloeden et commence à rédiger Une jeunesse (été 1905).
Jacques d'Adelswärd ne renonça pas pour autant à revenir de temps en temps à Paris, où il conservait des liens d'amitié et où il gérait ses affaires éditoriales. On connaît désormais une partie de sa correspondance et sa biographie a été publiée en 2014 en Suède par Viveka Adelswärd. Ses liens avec le peintre Édouard Chimot, entre autres, éclairent sous un jour nouveau la vie homosexuelle en France avant la Première Guerre mondiale. Contrairement à ce que l'on croyait, Chimot n'est pas l'architecte de sa villa.
La villa est inaugurée à la fin de l'été 1905.

#### Lord Lyllian, un règlement de comptes

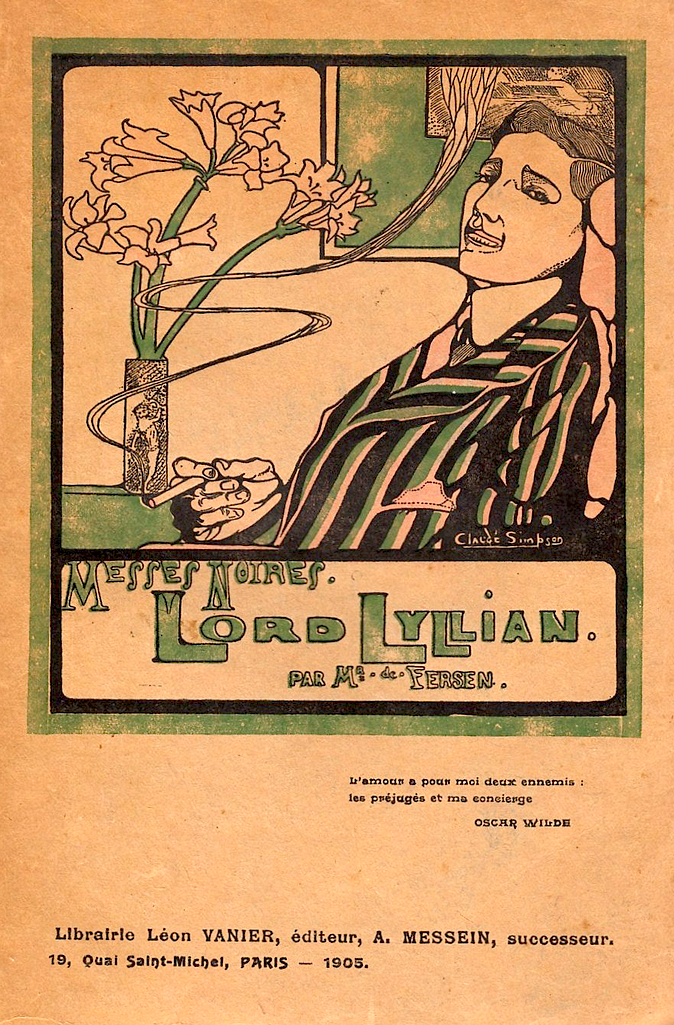
Couverture du roman Messes noires. Lord Lyllian (1905).

Messes noires. Lord Lyllian est donc publié à la rentrée 1905 à Paris chez son éditeur habituel, Albert Messein, qui avait pour habitude de faire payer le tirage à certains de ses auteurs : c'est le premier des romans d'Adelswärd-Fersen. Il y fait la satire du scandale qui l'entoura deux ans plus tôt, avec des allusions aux relations entre Oscar Wilde et Alfred Douglas. Le héros, Lord Lyllian, part pour une odyssée de débauche sexuelle, séduit par Harold Skilde. Il s'éprend de filles et de garçons, et il finit par être assassiné par un jeune compagnon. L'indignation publique au sujet des soirées que Jacques d'Adelswärd et Albert Hamelin de Warren avaient organisées et que la presse avait qualifiées de « messes noires » y est largement caricaturée. L'œuvre est un mélange audacieux de réalité et de fiction, c'est un roman à clef avec quatre personnages qui représentent des facettes de la personnalité d'Adelswärd lui-même. Non sans humour, de nombreux personnages réputés homosexuels apparaissent sous des noms transposés quasi transparents : Supp (Friedrich Alfred Krupp), Sar Baladin (Joséphin Peladan), Montautrou (Robert de Montesquiou), Achille Patrac (Achille Essebac), Chignon (Édouard Chimot), Claude Skrimpton (Claude Simpson), Guy de Payen (Albert Hamelin de Warren), Jean d'Alsace (Jean Lorrain), etc.

#### Akademos
En 1907-1908, Jacques d'Adelswärd renoue avec sa famille. La condamnation qui le frappait en matière civile est prescrite et il rend visite à ses sœurs. Germaine vient de se marier avec le marquis Alfredo de Bugnano, membre éminent de la société napolitaine. Sa mère et sa sœur acceptent de venir visiter la villa Lysis. De son côté, Nino Cesarini atteint l'âge de 17 ans et Adelswärd choisit d'immortaliser sa jeunesse : il commande d'abord un portrait à Umberto Brunelleschi, puis un bronze au sculpteur napolitain Francesco Jerace.
Au cours de l'année 1908, revenu un temps à Paris où il réside au 24 rue Eugène-Manuel, il décide de lancer une revue mensuelle. Ce sera Akademos. Revue Mensuelle d'Art Libre et de Critique qui sort en janvier 1909 et durera un an. Traitant d'homosexualité sous le regard de l'art et de la littérature, elle est la première du genre en France, et va peu à peu publier des essais relativement militants. Chaque numéro était imprimé sur papier de luxe, avec des contributions d'auteurs célèbres tels que Colette, Henry Gauthier-Villars, Laurent Tailhade, Joséphin Peladan, Marcel Boulestin, Maxime Gorki, Georges Eekhoud (qui présente Jacques à Magnus Hirschfeld), Eugène Wilhelm, Achille Essebac, Claude Farrère, Anatole France, Filippo Tommaso Marinetti, Henri Barbusse, Jean Moréas et Arthur Symons.
Cette même année, il publie Et le feu s'éteignit sur la mer, sous le label d'Akademos, y décrivant Capri et ses habitants sans ambages, ce qui provoque un nouveau scandale. Le conseil municipal de Capri décide de son expulsion le 16 septembre 1909 mais le marquis de Bugnano, son beau-frère, calme le jeu et lui demande de simplement quitter l'île pour quelque temps. Nino Cesarini, de son côté, part effectuer son service militaire.

### Dernières années
Jacques d'Adelswärd décide de mettre fin à la revue Akademos au 1er janvier 1910. La raison financière n'est pas la plus importante dans cette décision, bien qu'Akademos lui ait coûté 50 000 francs. Selon le témoignage du docteur Guichard qui écrit sous le pseudonyme Éric Simac, Jacques d'Adelswärd ambitionne de créer une revue internationale, publiant en six langues, et consacrée ouvertement à la défense de l'homosexualité. Pour cela, il sollicite la collaboration de Magnus Hirschfeld, de Marinetti, de l'Américain Edward Irenaeus Prime-Stevenson, de Georges Saint-Paul, d'Eugène Wilhelm, et de Guichard lui-même. Mais ce projet, trop ambitieux, n'aboutit pas. Jacques d'Adelswärd quitte Paris pour la villa Mezzomonte à Nice. Rendu à la vie civile, Nino embarque ensuite avec Adelswärd pour un long voyage de près d'une année en Extrême-Orient.
En avril 1913, il est de nouveau autorisé à rentrer à Capri, événement qu'il célèbre en publiant le poème Ode à la Terre Promise.
La guerre éclate en août 1914 : mobilisé, Jacques d'Adelswärd se présente au consulat français de Naples mais est jugé inapte et envoyé dans une clinique, pour une cure de désintoxication. Frustré d'opium, il abuse de la cocaïne. Il rencontre ensuite le sculpteur Vincenzo Gemito. Mobilisé en 1915, Nino Cesarini est blessé au cours d'une bataille et séjourne dans un hôpital à Milan.
Il passe la plupart de ses longs mois de guerre enfermé dans sa villa, écrivant de nombreux poèmes dédiés à l'opium et publiant quelques chroniques sous pseudonyme dans le quotidien Il Mattino.
Après voir publié un dernier recueil de poésie, Hei Hsiang. Le parfum noir (1921), il semble que Jacques d'Adelswärd se soit suicidé en absorbant un cocktail de champagne et de cocaïne (substance qu'il trouvait à Naples), dans sa villa Lysis où séjournait alors son jeune ami Corrado Annicelli (1905-1984) que le poète appelait son « petit faune ». Sa sœur Germaine, récemment divorcée et vivant à Turin, débarque à Capri et prend en charge la succession. Sa mère hérite du principal, tandis que Nino Cesarini reçoit une part importante de l'usine familiale et l'usufruit de la villa, Germaine devenant la propriétaire des lieux. Un procès s'ensuit, qui se solde par le versement de 200 000 lires à Nino Cesarini qui part ouvrir un bar à Rome où il meurt en 1943.
Les cendres de Jacques d'Adelswärd-Fersen sont conservées dans un monument funéraire situé dans l'enceinte du cimetière non catholique de Capri.
En 2020, une journée d'étude universitaire lui est consacrée à l'université de Lille.
Le 27 mai 2023, la mairie de Capri organise une journée commémorative pour le centenaire de sa mort à la villa Lysis.
Chaque année, depuis 2024, au mois de septembre, l'association Jacques Fersen organise, à la villa Lysis, la cérémonie de remise du prix littéraire européen « Jacques Fersen ».

## Œuvre
- 1898 : Conte d'amour, publié à compte d'auteur, Genève [?].

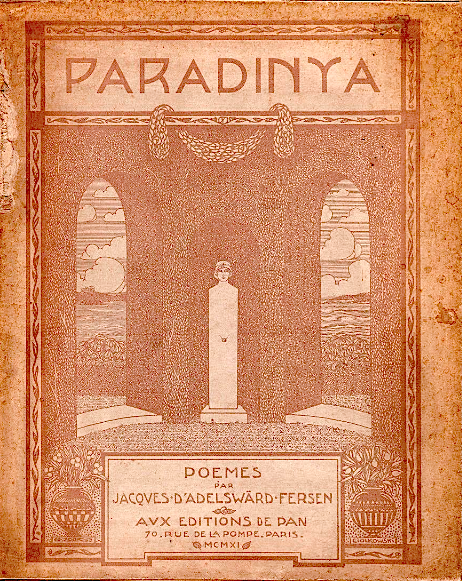
Couverture de Paradynia (1909) conçue par H.S. Ciolkowski.

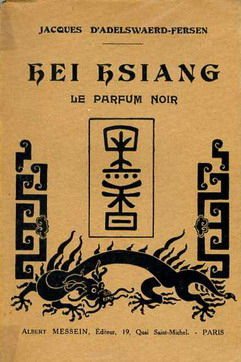
Hei Hsiang. Le parfum noir, son dernier livre.

- 1901 : Chansons légères. Poèmes de l'enfance, préfacés par Edmond Rostand et Fernand Gregh, illustr. de Louis Morin, Paris, Vve Léon Vanier [plusieurs éditions].
- 1901 : Ébauches et Débauches, poèmes préface par François Coppée, Paris, Vve Léon Vanier, réédité sous le titre Musique sur tes lèvres en 1902 (avec Jean-Louis Vaudoyer).
- 1901 : L’Hymnaire d’Adonis Paganisme : à la façon de M. le marquis de Sade, Paris, Librairie Léon Vanier-Albert Messein succr, illustr. de Georges Auriol., 1902, 276 p.    (Wikisource)
- 1902 : Notre-Dame des mers mortes (Venise), Paris, P. Sevin et E. Rey, libraires, 1902, 321 p.    (Wikisource), couverture de Louis Morin.
- 1903 : Les cortèges... qui sont passés, Paris, Messein.
- 1904 : L'Amour enseveli. Poèmes, Paris, Messein.
- 1905 : Messes noires ; Lord Lyllian, Paris, Librairie Leon Vanier, A. Messein successeur, 1905, 213 p.    (Wikisource), (rééd. en 2011 par QuestionDeGenre/GKC.)
- 1906 : Le Danseur aux caresses, Paris, Messein - réédité sous le titre Le Poison dans les fleurs.
- 1907 : Ainsi chantait Marsyas..., poèmes, Florence & Paris, Messein. Réédité en 2012 par QuestionDeGenre/GKC.
- 1907 : Une jeunesse[22] ; 2010 par Quintes-feuilles, avec La Neuvaine du petit faune et une préface de Patricia Marcoz.
- 1907 : Le baiser de Narcisse, roman, Paris, Messein, réédition : Le baiser de Narcisse, Reims, L. Michaud, 1912, 86 p.    (Wikisource) avec des illustrations d'Ernest Brisset (1872-1933) ; 2012 par QuestionDeGenre/GKC.
- 1909 : Et le feu s’éteignit sur la mer…, Paris, Éditions Albert Messein, 1909   (Wikisource) ─ Couverture et page de titre illustrées par Ernest Brisset.
- 1911 : Paradinya, poèmes, Paris, Aux éditions de Pan, illustr. de H.S. Ciolkowski.
- 1912 : Le Sourire aux yeux fermés, Paris, Librairie Ambert, illustr. de Brisset.
- 1913 : Choix de poèmes 1901-1913, Paris, Messein, illustr. de Brisset.
- 1913 : L'Essor vierge, Paris Librairie Ambert [?].
- 1913 : Ôde à la Terre Promise, collection « de Pan », Paris, Eugène Figuière.
- 1914 : 8 poèmes publiés dans la revue Mercure de France.
- 1920 : Poèmes publiés anonymement dans la revue Pagine d'Isola, Capri, Edwin Cerio (dir.).
- 1921 : Hei Hsiang. Le parfum noir, Paris, Messei, couv. ill. d'Ernest Brisset.
- 2010 : La Neuvaine du petit faune, 9 poèmes inédits écrits en 1920 préfacés par Patricia Marcoz, Paris, Éditions Quintes-Feuilles  (ISBN 978-2953288537).

## La villa Lysis aujourd'hui
La « Villa Lysis-Fersen » a été achetée par le conseil municipal de Capri, et peut être aujourd'hui visitée. Elle se trouve sur la route qui mène à la Villa Jovis. C'est une construction Stile Liberty selon certaines descriptions, mais il ne s'agit pas d'Art nouveau à la manière française. Le style s'inscrirait plutôt dans le courant « décadent néoclassique ». Le vaste jardin est relié à la villa par une volée de marches qui mènent à un portique orné de colonnes ioniennes. Dans l'atrium, un escalier de marbre à balustrade de fer forgé mène au premier étage, où les chambres s'ouvrent sur des terrasses panoramiques. Le rez-de-chaussée comprend un salon décoré de majoliques bleues et de céramiques blanches, faisant face au golfe de Naples. Le sous-sol abrite une « chambre chinoise » où il est dit que l'on fumait de l'opium.

## Voir aussi

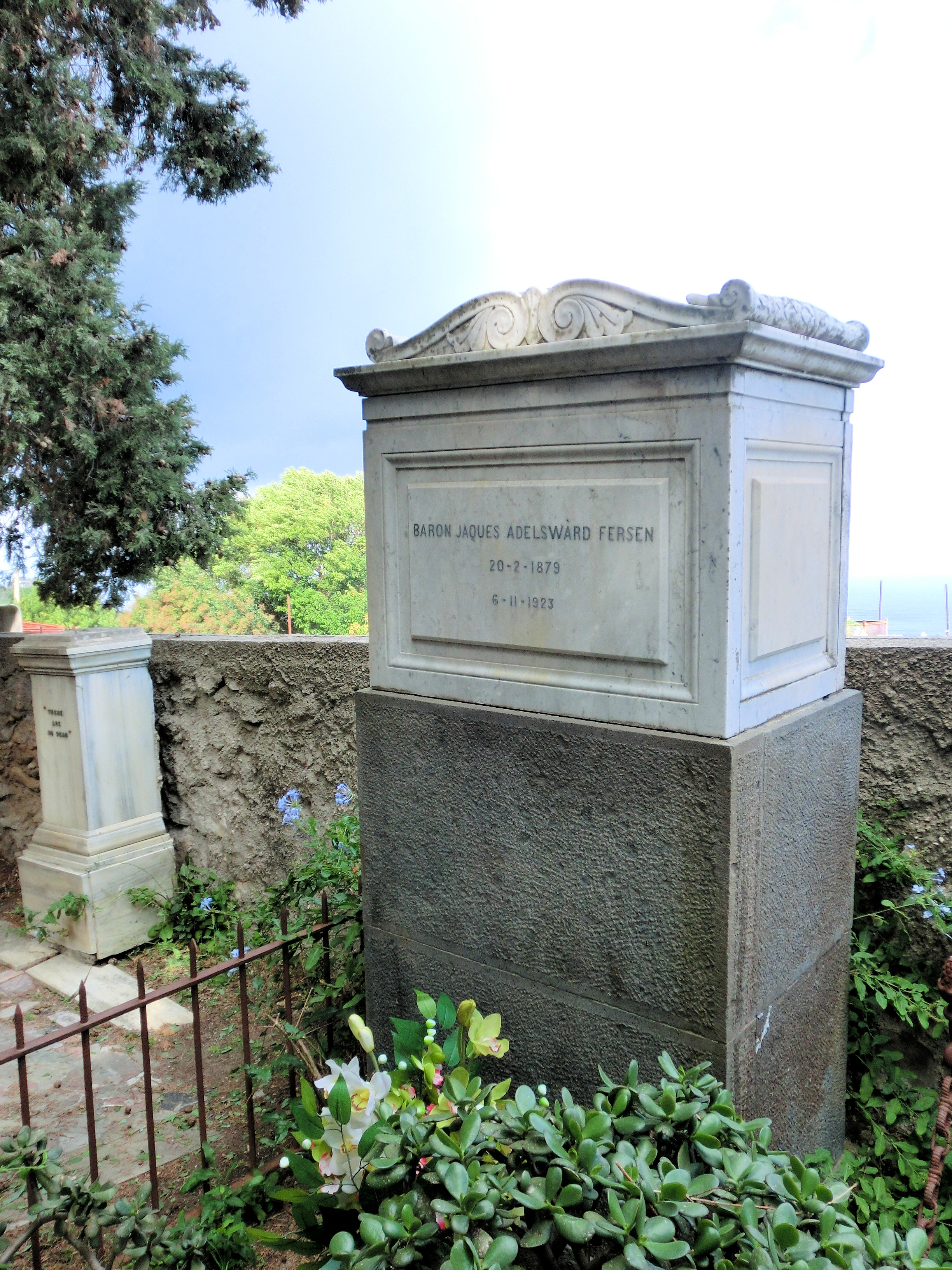
Tombe d'Adelswärd-Fersen à Capri.

### Source
- (en) Cet article est partiellement ou en totalité issu de l’article de Wikipédia en anglais intitulé « Jacques d'Adelswärd-Fersen » (voir la liste des auteurs).

### Biographies
- Viveka Adelswärd et Jacques Perot, Jacques d'Adelswärd-Fersen, l'insoumis de Capri. Paris, éditions Séguier, 2018.  (ISBN 978-2-84049-705-9)
- Gianpaolo Furgiuele, Jacques d'Adelswärd-Fersen. Persona non grata. Edition revue et augmentée. Lille-Paris, Ed. Laborintus, 2019,  (ISBN 979-10-94464-20-5). (Elle propose la pièce de théâtre Les messes noires de Roland Brévannes, s’inspirant des faits de l’avenue de Friedland).
- (sv) Viveka Adelswärd, Jacques d'Adelswärd Fersen. « Alltför adlig, alltför rik, alltför lättjefull », Carlssons Bokvörlag, 2014,  (ISBN 978-9173316477).
- (en) Robert Aldrich, The Seduction of the Mediterranean, Routledge, 1996   (ISBN 0-415-09312-0).
- Patrick Cabanel, « Jacques d'Adelswärd-Fersen, baron », in Patrick Cabanel et André Encrevé (dir.), Dictionnaire biographique des protestants français de 1787 à nos jours, tome 1 : A-C, Les Éditions de Paris Max Chaleil, Paris, 2015, p. 11-12  (ISBN 978-2846211901)
- Patrick Cardon (éd.), Dossier Jacques d'Adelswärd-Fersen, Lille, Cahiers Gay-Kitsch-Camp, 1993.
- (en) Norman Douglas, Looking Back: An Autobiographical Excursion, Vol. I, Harcourt Brace, 1933.
- (en) James Money, Capri: Island of Pleasure, Faber & Faber, 1986 (rééd. 2012).
- (en) Will H.L. Ogrinc, « Frère Jacques: A Shrine to Love and Sorrow. Jacques d’Adelswärd-Fersen (1880-1923) » in revue Paidika. The Journal of Paedophilia, 3:2 (1994, rév. 2015), p. 30-58 - Will H.L. Ogrinc, lire en ligne.
- Jacques Perot, « Le destin français d'une famille suédoise : les barons Adelswärd », in Bulletin du musée Bernadotte, no 26, 1986, p. 13-29.
- (it) Gianpaolo Furgiuele, « Jacques d'Adelswärd-Fersen. La vita e il sogno d'un poète maudit », in revue Capoverso, 2018.
- (it) Gianpaolo Furgiuele, « Jacques d'Adelswärd-Fersen, l'ultimo dandy », in  L'Opinione, 5 novembre 2018.
- (de) Wolfram Setz (éd.), Jacques d'Adelswärd-Fersen - Dandy und Poet, Bibliothek Rosa Winkel, 2006  (ISBN 3-935596-38-3).
- Un Scandale Belle-Époque, l'affaire d'Adelswärd à travers la presse parisienne. Texte établi, annoté et introduit par Caspar Wintermans. Éditions Callipyge, La Haye, 2021.  (ISBN 978-90824-3644-0).
- Jacques d'Adelswärd-Fersen : un dandy militant. Actes de la journée d'études de l'université de Lille. Sous la direction de Patrick Cardon et Gianpaolo Furgiuele, Montpellier, QuestionDeGenre/GKC / Lille, Laborintus, 2021,  (ISBN 979-10-94464-45-8)
- Gianpaolo Furgiuele, Pierrot chez lui. Jacques d'Adelswärd-Fersen, Laborintus, Lille, 2023.
- « Adelsward (Jacques d') », dans Michel Caffier, Dictionnaire des littératures de Lorraine, vol. 1 : A-I, Metz, Éditions Serpenoise, 2003, 529 p. (ISBN 2-87692-569-9), p. 15.
- AA.VV, Jacques Fersen, un poète à Capri, Actes de la journée du centenaire organisée à la villa Lysis le 27 mai 2023, Laborintus, Lille, 2024, 979-10-94464-47-2.

### Fictions et essais inspirés de Fersen
- (it) Edwin Cerio, « Il Marchese di Pommery » (1927), nouvelle incluse dans Aria di Capri : il libro degli uomini, Portici, Casella, [c.1936], p. 63-78.
- Doctor A.-S. Lagail [pseudonyme d'Alphonse Gallais], Les Mémoires du Baron Jacques. Lubricités infernales de la noblesse décadente, pamphlet pornographique, 1909.
- Alfred Jarry, La Chandelle verte, 1969 [écrits posthumes]
- Jean Lorrain, Pelléastres. Le Poison de la littérature[23], Paris, Albert Méricant, 1910.
- (en) Compton Mackenzie, Vestal Fire, 1927
- (en) Edward Irenaeus Prime-Stevenson, « Out of the Sun », 1913[24]
- Roger Peyrefitte, L'Exilé de Capri, roman, préface de Jean Cocteau, 1959.

### Films
- (de) Capri ; Musik die sich entfernt, oder: Die seltsame Reise des Cyrill K., 1983, téléfilm réalisé par Ferry Radax pour la WDR avec Adelswärd-Fersen, Nino Cesarini, et d'autres célébrités de Capri.
- Vidéo musicale de la soprano Nicole Renaud, chantant le poème du baron de Fersen Mon Cœur est un Bouquet ..., tourné en super 8 film à la Villa Lysis (Capri) par Karine Laval.

### Musique
- Les paroles de la chanson Les Amants solitaires, de la soprano Nicole Renaud reprennent trois poèmes du baron de Fersen.